# Wilhelm Lehmann-Leonhard
Wilhelm Lehmann-Leonhard (* 4. Dezember 1866 in Dresden; † 30. Januar 1954 in Ergoldsbach) war ein deutscher Tier- und Genremaler.

## Leben
Wilhelm Lehmann-Leonhard studierte bei dem belgischen Historienmaler Ferdinand Pauwels, außerdem in Düsseldorf  bei Hermann Emil Pohle und an der Dresdner Akademie bei Friedrich Preller und Emanuel Grosser. Er unternahm Studienreisen nach Russland, Holland, Belgien und in die Schweiz. Er lebte längere Zeit in München und erhielt Ehrenzeugnisse der Akademien Brüssel und Dresden, Im Laufe seiner Karriere malte Lehmann-Leonhard überwiegend Genrebilder, typisch dabei waren Darstellungen ländlicher Wirtshausszenen. In der Nachkriegszeit lebte er bis zu seinem Tode in Bayerbach bei Ergoldsbach.